# Johann Michael

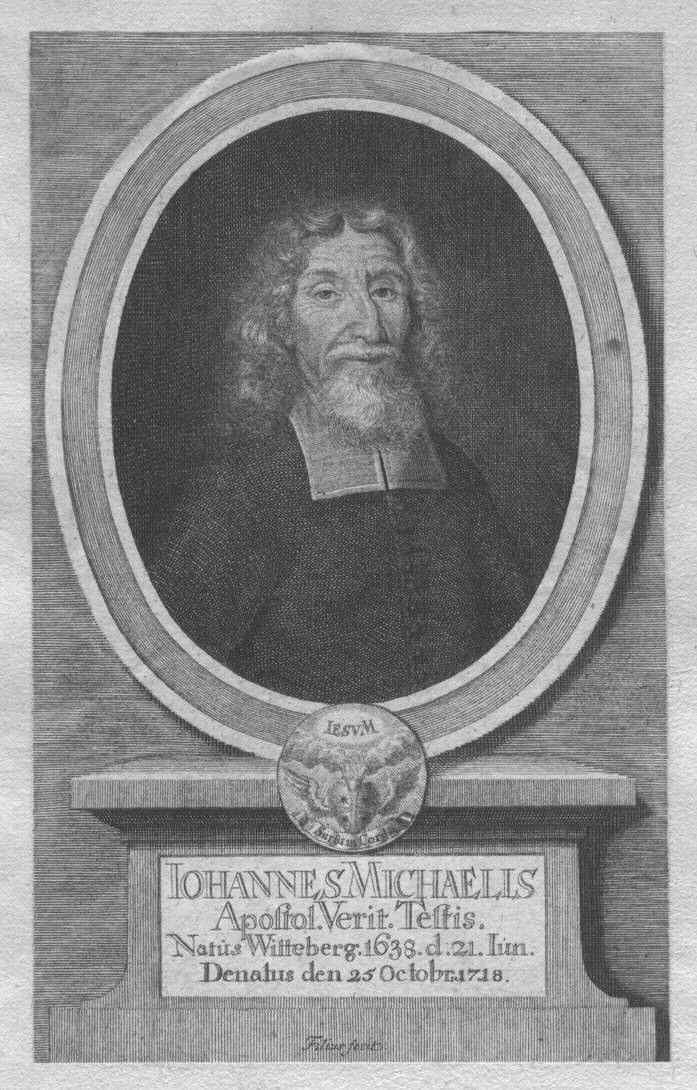
Johann Michael, Kupferstich

Johann Michael (auch: Johannes Michaelis; * 21. Juni 1638 in Wittenberg; † 25. Oktober 1718 in Altona) war ein deutscher lutherischer Theologe.

## Leben
Michael war der Sohn des Wittenberger Goldschmiedes Peter Michael und von dessen Frau Barbara († Ahlsdorf 1637). Er erhielt seine erste Ausbildung durch den Privatlehrer Georg Bünemann. Er besuchte das Gymnasium in Berlin und wechselte von dort 1654 an das Gymnasium in Görlitz. Nach einem Studium an der Universität Leipzig, übernahm er um 1659 das Amt eines  Konrektors, später Rektors und Kantors in Golßen. Während jener Zeit hatte er im April 1662 in Wittenberg Maria, die Tochter des Dr. theol. und Rektor des Gymnasiums in Weißenfels Johann Schwarz geheiratet. In jener Stellung, die er elf Jahre lang versah, bewies er großes pädagogisches und organisatorisches Geschick. Da er sich im Schuldienst bewährt hatte, ordinierte man ihn in Wittenberg am 4. Juli 1670 als Pfarrer in Ahlsdorf. Dieses Amt legte er jedoch 1675 freiwillig nieder, weil er mit dem Kirchenpatron nicht auskam.
Danach lebte er mit Frau und Kind kümmerlich in Jüterbog. 1677 erhielt er erneut ein Pfarramt in Jänickendorf und wechselte 1680 als Pfarrer nach Serno. Diese Stelle verlor er 1682 jedoch auch wieder, weil ein Freund einen von Michael unterschriebenen Revers unterschlagen hatte. Daher betätigte er sich in der Folge als Privatlehrer und Autor in Lauban, Freiberg, Dresden, Berlin und Hamburg. Nachdem er 1690 eine Gastpredigt in Stockholm gehalten hatte und nicht angenommen wurde, kam er 1691 nach Altona. In Altona lebte er bei den Immergenten, einer Splittergruppe der Mennonitengemeinde zu Hamburg und Altona und war in seinen letzten Lebensjahren vor allem auf Spenden angewiesen, um seinen Lebensunterhalt zu bestreiten.
Michael hatte an seinen Wirkungsstätten eine recht eigenwillige Interpretation der evangelisch-lutherischen Glaubenslehre zu etablieren versucht, die manchen seiner Zeitgenossen wunderlich vorkam und er daher als Indifferentist gebrandmarkt wurde. Tatsächlich ist er wohl als Separatist der lutherischen Orthodoxie anzusehen, der jegliches radikalpietistisches Gedankengut strikt ablehnte. Da sein vehementes fanatisches Auftreten und seine Starrheit in Glaubensfragen häufig auf Ablehnung stieß, wurde er auch häufig abgewiesen. Er hat auch geistliche Lieder verfasst, die aber keine Verbreitung fanden. Der Kupferstecher Johann Wilhelm Michaelis (* Wittenberg; † 1737 in Stargard), könnte der Verfertiger eines Schwarzkunstblattes von Michael sein, auf welchem er im Alter von 58 Jahren abgebildet ist. Da er dieses als Filius unterzeichnet hat, dürfte es sich um einen Sohn desselben handeln.

## Werke (Auswahl)
- Jehovah Jesus! Der Umgekehrte Tauff-Grund In einer abgenöthigten Gast-Predigt der deutschen Gemeinde in Stockholm, bei Volckreicher Versammlung, Am Sonntage nach dem Neuen Jahr zur Amts-Predigt aus dem ordentlichen Evangelio Matth. III v. 13 ad fin. Vorgehalten im Jahr Christi 1690 ….
- Gebet des weisen Jüdens und Zuchtlehrers Jesus Syrachs – welches – billig von uns Christen aufgenommen Und zwar von uns in Babel geistlich – gefangenen Sions-Kindern, die wir derer Babylonier Greuel mit Verdruß ansehen und aus Zwang zum Theil wider unsern Willen, mitmachen müssen, Daß Gott sich unser erbarmen und uns aus solchen Bab. Gefängnis erlösen und Babel verstören wolle.
- Der Wahren Kirchen und Gemeinde Jesu Christi I. Anfang, 2. Fortgang, 3. Ausgang aus diesem zeitlichen zum anderen und ewigen Leben ….
- Wagen und Wege des großen Gottes, der da ist und heisstet Wunderbahr, Auf welchen Er seine wunderlichen Heiligen wunderlich führet, Und doch herrlich und Siegreich Sie hinaus und hinauf führet, Und doch Herrlich und Siegreich Sie hinaus und hinauf führet! …. 3. Teile.
- Himmels sehende Charabon & c. besteht nach einer Warnung an den babylonischen Lästerer aus drey Teilen….
- Merckwürdige Geschicht, So sich den Dienstag nach den 9. Post Trin. In Altona in Herrn Doctoris Hermanni Medici und Physici Ordinarii Behausung, von 2 Uhr bis zum Abend um 8 Uhr begeben mit Johann Michaeln, einem Knecht Christi und Zeugen seiner Wahrheit, Welchen der Sathan, Christi Haupt-Feind, nach Gottes Zulaß und Willen, durch einen Deliranten und rasenden Menschen, Nahmens Thomam Agricolam, Juris Licent. Beynahe erstochen, erwürget, den Kopf zerschmettert und also erwürget hätte, Wenn nicht Christus der Herr seinen Knecht durch Zuspung von aussen und anderer Leute Hülffe beym Leben erhalten….
- Bericht wie Jesus seine Wahrheit hat durchdringen lassen. 1691.
- Thierische Christenthum.
- Bericht vom Leben Lutheri. 1691.
- Babylonischer Huren-Christ.
- Apostolischer Handgriff, der aganozierenden Christenheit zu helfen.
- Apostolischer Glaubens-Grund.
- Apostolischer Kirchen Engel.
- Bericht daß Pharisäer Heuchler etc.
- Bericht von Pensylvanien.
- Christen Memorial.
- Christen Streit vom rechten Wege.
- Wahre und falsche Religion. 1694
- Rechter Weg zum Himmel. 1695
- Simons Weg wider die Philister.
- Das Zeugniß Johannis.
- Der Landesherr ein Hirte oder Hencker.
- 23. S. Johannis Catechismus-Lehre.
- Die erkannte und unbekannte Sünden Schuld.
- Ermahnungsschrift an die jetzigen Babylonischen Christenleute. 1695
- Biblischer Wahrsager. 1698.
- Bericht von der Sünde wider den heiligen Geist.
- Bericht von Luthero. 1700.
- Kirchenkalender oder Prognosticon der gegenwärtigen Christenheit.
- Mäusedreck verkaufe sich selbst vor Pfeffer.
- Apostolisches Schießen nach der babylonischen Scheibe.
- Luthers redivivus. 4. Teile.

## Weblink
- Druckschriften von und über Johann Michael im VD 17.